# Sclerocypha
Sclerocypha is een geslacht van libellen (Odonata) uit de familie van de Chlorocyphidae (Juweeljuffers).

## Soorten
Sclerocypha omvat 1 soort:
- Sclerocypha bisignata (McLachlan, 1870)